# Sphenomorphus courcyanum
Sphenomorphus courcyanum (Annandale, 1912) è un piccolo sauro della famiglia degli Scincidi.

## Distribuzione
India (Assam), Cina (S Xizang = Tibet)